# Korinna Schumann
Korinna Schumann (ur. 10 kwietnia 1966 w Wiedniu) – austriacka polityczka i działaczka związkowa, członkini Rady Federalnej i jej przewodnicząca w drugiej połowie 2022, od 2025 minister w rządzie federalnym.

## Życiorys
Kształciła się w szkole średniej w Wiedniu. W 1989 została zatrudniona jako urzędniczka w ministerstwie spraw społecznych. Została działaczką związkową w ramach Gewerkschaft Öffentlicher Dienst, organizacji zrzeszającej pracowników służby publicznej. Od 2006 do 2018 była członkinią zarządu GÖD. W 2013 dołączyła do zarządu centrali związkowej Österreichischer Gewerkschaftsbund. W 2018 została wiceprzewodniczącą ÖGB oraz przewodniczącą frakcji kobiecej tej federacji. Zaangażowała się w działalność polityczną w ramach Socjaldemokratycznej Partii Austrii. W 2018 wiedeński landtag delegował ją w skład Rady Federalnej. W 2019 objęła funkcję przewodniczącej frakcji socjaldemokratów w tej izbie. Od lipca do grudnia 2022 sprawowała urząd przewodniczącej Rady Federalnej.
W marcu 2025 objęła urząd ministra spraw społecznych, zdrowia, pielęgniarstwa i konsumentów w powołanym wówczas gabinecie Christiana Stockera. W kwietniu 2025 w wyniku zmian struktury resortów do jej ministerstwa przekazano również sprawy pracy.